# Plateau der Inneren Mongolei

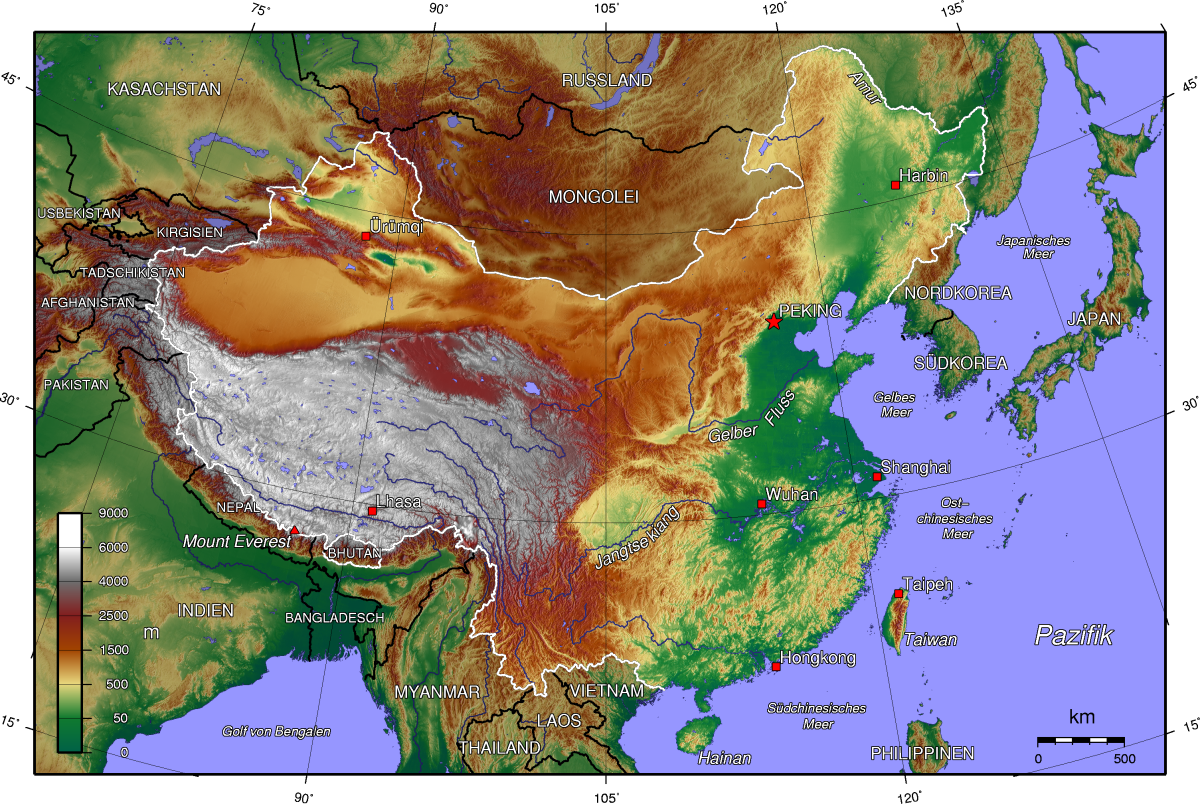
Topographische Karte von China

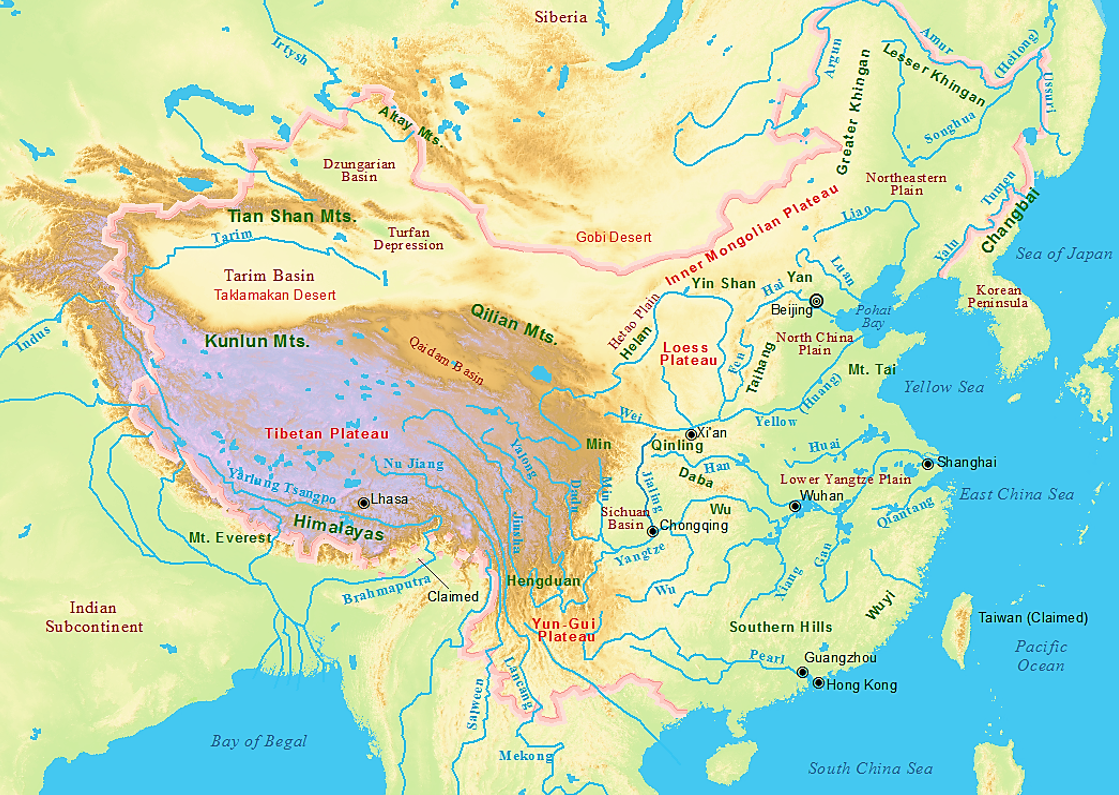
Geografische Karte Chinas

Das Plateau der Inneren Mongolei (內蒙古高原,  Nèi Měnggǔ Gāoyuán) ist ein sich quer über den Norden Chinas erstreckendes Hochland. Zusammen mit seiner west- und nördlichen Fortsetzung (Mongolisches Plateau) ist es das zweitgrößte Hochland Chinas nach dem Qinghai-Tibet-Plateau. Es reicht im Osten vom Großen Hinggan-Gebirge bis im Westen zum Mazu-Gebirge (馬鬃山 Mazu Shan) und Sukexielu Shan 苏克斜鲁山, im Süden entlang der Großen Mauer und im Norden grenzt es an die Mongolei. 
Das Plateau der Inneren Mongolei umfasst das gesamte Gebiet der Inneren Mongolei und einen Teil von Gansu, Ningxia und Hebei. Von West nach Ost ist es über 2000 Kilometer lang und von Nord nach Süd ca. 500 Kilometer. Das Plateau ist im Allgemeinen 1000 bis 1400 m hoch. Im Osten ist es niederschlagsreicher als im Westen. 
Den Südteil des Plateaus bilden das Ordos-Plateau (鄂爾多斯高原) und die schmale fruchtbare Hetao-Ebene (河套平原,  Hetao pingyuan). Im Ostteil und Nordteil liegen das Hulun-Buir-Plateau (呼倫貝爾高原), das Ujumqin-Becken (乌珠穆沁盆地,  Wuzhumuqin pendi), das Xilin-Gol-Plateau (錫林郭勒高原) und das Ulanqab-Plateau (烏蘭察布高原), im Westen das Bayan-Nur-Plateau (巴彥淖爾高原) und das Alxa-Plateau (阿拉善高原). Das in Ostwest-Richtung verlaufende Yinshan-Gebirge (阴山,  Yin Shan) liegt in seiner Mitte.